# Ribeira da Água
A Ribeira da Água é um curso de água português localizado no concelho do Nordeste, ilha de São Miguel, arquipélago dos Açores.
Este curso de água tem origem a cerca de 900 metros de altitude, nos contrafortes do Pico da Vara.
A sua bacia hidrográfica drena parte do Pico da Vara abrangendo a Reserva Florestal Natural Parcial do Pico da Vara e o Rechão das Vacas.
O curso de água desta ribeira que desagua no Oceano Atlântico fá-lo depois de atravessar parte da localidade do Nordestinho, entre a Ponta de São Pedro e os Baixos de Nossa Senhora do Pranto.